# Галочкина, Лидия Николаевна
Лидия Николаевна Галочкина (рожд. Лидия Абраменко) (20 февраля 1956, Киев). В 1986 году из-за Чернобыльской аварии семья переехала в г. Москву. Изучала скульптуру у профессора МГАХИ им. В. И. Сурикова Олега Константиновича Комова, изучала графику в Гамбургском институте Volkshochschule, английский и немецкий языки совершенствовала в Гамбургской высшей школе иностранных языков, окончила Литературный институт им. М. Горького, Киевский Политехнический Институт.
Член Союза художников России (московское отделение МСХ) с 1995 года, член Союза писателей России с 2010 года. Работала внештатным автором газеты Московского Союза художников «Новости МСХ», журнала «Английский язык», автор сценариев на английском языке для школьных театров. Постоянно участвует в литературно-художественных проектах.
Первый муж - Галочкин Валентин Андреевич, второй муж - Владимир Аккерт.

## Книги
- Frühlings-Anthologie 2018, Frühlings Stimmung(s) Poesie, Novum, München, S. 48 – 51, ISBN 978-3-9906-4327-3.
- Winter Anthologie 2017, Winter Märchenhaft, Novum, München, 2017, S. 96 - 99, ISBN 978-3-9906-42-32-0 online Архивная копия от 23 апреля 2018 на Wayback Machine.
- Leben und Werk des Bildhauers Valentin Galochkin, Viaprinto Ольденбург, Германия, 2018 г., альбомное издание, ISBN 9783000593055 online.
- Скульптор-мыслитель, издательство Verlag „STELLA“, Хехинген, Германия, 2018 г., альбомное издание, ISBN 978-3-95772-120-4. online online2 Архивная копия от 5 сентября 2018 на Wayback Machine
- The Neon Glow. The Selected Poems, Gedichte-Bibliothek, München-Gräfelfing, 2018, Taschenbuchausgabe: ISBN 978-3-00-059341-3 online.
- Zuhause. Eine Auswahl Lyrischer Texte, Gedichte-Bibliothek, München-Gräfelfing, 2018, Taschenbuchausgabe: ISBN 978-3-00-058904-1 online.
- Снеговик плакал всю ночь, лирика. Издательство Союза писателей РФ, МГО СП, г. Москва, 2013 г., ISBN 978-57949-0380-5 online, online 2 Архивная копия от 14 сентября 2017 на Wayback Machine.
- Dialogues. Selected Poems (стихотворения на английском языке), издательство Анкил, г. Москва, 2013 г. ISBN 978-5-86476-383-4. С иллюстрациями автора. Online Архивная копия от 13 сентября 2017 на Wayback Machine.
- Физика и общество. Александр Абраменко и его труды, издательство Анкил, г. Москва, 2013 г., альбомное издание, ISBN 978-5-86476-400-8. С иллюстрациями Игоря Галочкина, online Архивная копия от 13 сентября 2017 на Wayback Machine.
- Жизнь и работа скульптора. (Записи скульптора Валентина Галочкина), издательство Анкил, г. Москва, 2010 г., альбомное издание, ISBN 978-5-86476-304-9. online Архивная копия от 13 сентября 2017 на Wayback Machine.
- Между домами. Литературные листы немцев из России. Альманах 2019. Ostbooks Verlag, Херфорд, 2019 (на немецком языке). - Zwischen Heimaten. Literaturblaetter der Deutschen aus Russland. Almanach 2019. Ostbooks Verlag, Herford, 2019, Taschenausgabe: ISBN 978-3-947270-07-1.
- Чужой среди похожих на себя. Литературные листы немцев из России. Альманах 2020. Ostbooks Verlag, Херфорд, 2020 (на немецком языке). - Fremd Unter Seines Gleichen. Literaturblaetter der Deutschen aus Russland. Almanach 2020. Ostbooks Verlag, Herford, 2020, Taschenausgabe: ISBN 978-3-947270-11-8.
- В переменах МЫ. Литературные письма немцев из России. Альманах 2021. BKDR Verlag, Нюрнберг, 2021 (на немецком языке). - Im Wandel des WIRs. Literaturblaetter der Deutschen aus Russland. Almanach 2021. BKDR Verlag, Nuernberg, 2021, Taschenausgabe: ISBN 978-3-948589-36-3.
- Вот я, там я... Литературные листы немцев из России. Альманах 2022. BKDR Verlag, Нюрнберг, 2022 (на немецком языке). - Hier War Ich, DORT Bin Ich… Literaturblaetter der Deutschen aus Russland. Almanach 2022. BKDR Verlag, Nuernberg, 2022, Taschenausgabe: ISBN 978-3-948589-43-1.
- Весенне настроение Поэзия 2018, Novum Verlag, Мюнхен, 2018 (на немецком языке) - Fruelings Stimmung(S) Poesie 2018, Novum Verlag, Muenchen, 2018, Taschenausgabe: ISBN 978399064327-3.
- Зимняя сказка. Зимняя Антология, Novum Verlag, Мюнхен, 2017 (на немецком языке) - Winter Maerchen Haft. Winter-Anthologie, Novum Verlag, Muenchen, 2017, Taschenausgabe: ISBN 978-399-064232-0.
- Помнишь ли ты - Erinnerst Du Dich, сборник стихов на немецком языке, издательство Bookmundo, Голландия, 2023, ISBN 978-9-4037-05-14-9
- Сны человечка - Dreams Of The Stick Man, стихи на английском языке, издательство Bookmundo, Голландия, 2023, ISBN 978-9-4648-58-77-8
- Каталог произведений Лидии Галочкиной - Grafik, Plastik, Malerei, PIXUM München-Germering, Auftragsnummer 534073-762385, Album-Edition, 2023.
- Литературный журнал Schreibtisch, издание 2023, Избранные стихотворения на немецком языке, издательство Edition Federleicht, Германия, Гессен, г. Фульдаталь - Literarisches Journal Schreibtisch, ausgewählte Gedichte in deutscher Sprache, Verlag Edition Federleicht, Deutschland, Hessen, Fuldatal, , Großausgabe 2023, ISBN 978-3-946112-91-4 und ISBN 2567-1138.
- Голоса из ничейной земли. Литературные листы немцев из России. Литературный альманах 2023/2024, Издательство BKDR Verlag (на немецком языке), г.Нюрнберг, ISBN 978-3-948589-48-6, мягкая обложка, 280 с. - Stimmen aus dem Niemandsland, Literaturblätter der Deutschen aus Russland. Literaturalmanach 2023/2024. BKDR Verlag, Nürnberg, 2024, Taschenausgabe, ISBN 978-3-948589-48-6, Softcover, 280 S.
- Литературный журнал Schreibtisch, издание 2024, Избранные стихотворения на немецком языке, издательство Edition Federleicht, Германия, Гессен, г. Фульдаталь - Literarisches Journal Schreibtisch, ausgewählte Gedichte in deutscher Sprache, Verlag Edition Federleicht, Deutschland, Hessen, Fuldatal, Großausgabe 2024, ISBN 978-3-68935-006-2 ISBN 2567-1138
- Наш снег сегодня. Литературные листы немцев из России. Литературный альманах 2025, Издательство BKDR Verlag (на немецком языке), г.Нюрнберг, 1.Издание, март 2025, ISBN 978-3-948589-57-8, мягкая обложка, 296 с. - Unser Schnee von Heute, Literaturblätter der Deutschen aus Russland. Literaturalmanach 2025 BKDR Verlag, Nürnberg, 1.Auflage, März 2025, Taschenausgabe, ISBN 978-3-948589-57-8, Softcover, 296 с.

## Выставки, проекты, участие в аукционах
1. 1994 г. январь, выставка Союза художников России «Америка глазами российских художников», Центральный Дом Художника, Крымский вал, г. Москва
2. 1994 г., выставка, посвященная 20-летнему юбилею «Бульдозерной выставки», Гоголевский бульвар, 10, г. Москва
3. 1995 г. декабрь, новогодняя выставка, Профсоюз художников-графиков, ул. Малая Грузинская, 28, г. Москва
4. 1996 г., выставка «Авангард в фарфоре», Центральный Дом Художника, Крымский вал, 8, г. Москва
5. 1996 г., молодежная выставка МСХ, Кузнецкий мост, 11, г. Москва
6. 1996 г. , персональная выставка «Мужчины и женщины» вместе с графиком Надеждой Девишевой, галерея МСХ «Усадьба», Старосадский пер.5, г. Москва
7. 1997 г., выставка Союза художников России, Центральный Дом Художника, Крымский вал, 8, г. Москва.
8. 1999 г. сентябрь, персональная выставки графики, галерея Объединения художников, г. Висмар, Германия
9. 2002 г. декабрь, выставка графики, галерея муниципалитета Харбург, г. Гамбург
10. 2003 г. октябрь, выставка скульптуры и графики «Человек и природа», выставочный зал Вильхельмсбург, земля Гамбург
11. 2003 г. декабрь, персональная выставка графики, галерея Табеа, г. Гамбург
12. 2004 г. декабрь, персональная выставка графики, галерея муниципалитета Вандсбек, г. Гамбург
13. 2004 г. декабрь, выставка в галерее библиотеки Харбург, г. Гамбург
14. 2010 г., выставка МСХ «Скульптура и фотография», выставочный зал МСХ, Кузнецкий мост, 20, г. Москва.
15. 2010 г., выставка «Опыт как реальность», выставочный зал МСХ, Кузнецкий мост, 20
16. 2011 г., выставка МСХ «Зимний сад», выставочный зал МСХ, Кузнецкий мост, 11
17. 2013 г. выставка «Бестиарий-2013 г.», государственный Дарвиновский музей, г. Москва
18. 2015 г. 07.09. — 21.09., персональная выставка скульптуры «Мужские портреты», галерея образовательного центра Весткройц-Нойаубинг, г. Мюнхен, Германия
19. 2015 г. 26.09 — 10.04., литературно-художественный проект в рамках пятого международного литературного салона: персональная выставка скульптурных портретов и чтение стихотворений автора Лидии Галочкиной на немецком языке, EineWeltHaus (Дом «Единый Мир»), г. Мюнхен
20. 2016 г. сентябрь, литературно-художественный проект: персональная выставка графики с чтением стихотворений автора Лидии Галочкиной на немецком языке, EineWeltHaus (Дом «Единый Мир»), г. Мюнхен
21. 2017 г. апрель, литературно-художественный проект: персональная выставка графики, галерея образовательного центра Весткройц-Нойаубинг, г. Мюнхен с чтением стихотворений автора Лидии Галочкиной на немецком языке.
22. 2013—2016 гг. участие в аукционах антикварно-аукционного Дома «Гелос», г. Москва
23. 2017 г. 28.11 - по 9.12., персональная выставка графики и керамики, а также авторская презентация новых стихотворений Лидии Галочкиной,  салон-галерея Иркутск, г. Мюнхен, Германия. Архивная копия от 1 декабря 2017 на Wayback Machine (недоступная ссылка) (недоступная ссылка)
24. 2018 г. 20.02 - 06.03., юбилейная выставка скульптуры и графики известного русско-украинского художника Галочкина Валентина Андреевича (1928 — 2006) в салоне «Иркутск», ул.Изабеллаштрассе 4, 80798 г. Мюнхен. Вернисаж 20.02.2018 в 19 часов. Автор проекта Даниэль Рихтер. Художница Лидия Галочкина ведёт презентацию на немецком языке, а также читает свои стихотворения.  (недоступная ссылка),  (недоступная ссылка),
25. 2018 г. 16.03 авторский вечер Лидии Галочкиной: чтение стихотворений и выставка графики и скульптуры, русско-немецкий центр, г. Нюрнберг (Фонд Русский Мир)[1]
26. 2018 г. - с 1.08 по 25.09 - в выставочном зале государственного историко-художественного музея г. Рославля  юбилейная выставка "Вернулся" скульпторов Лидии и Валентина Галочкиных и их сыновей Игоря и Андрея. Выставка посвящена90-летию со дня рождения В. А. Галочкина и приурочена ко Дню освобождения Смоленщины.
27. 2018 г. - с 28.08 по 12.09 в салоне "Иркутск", г. Мюнхен,  персональная выставка графики "Люди в городе" Лидии Галочкиной. Презентация книги "Leben und Werk des Bildhauers Valentin Galochkin", чтение стихотворений. Архивная копия от 24 августа 2018 на Wayback Machine
28. 2019 г. 7.07.2019 авторский вечер Лидии Галочкиной: презентация скульптуры и графики. Новые стихотворения автора и стихи московских поэтов Сергея Крюкова, Натальи Шахназаровой, Юлии Великановой, Ольги Сурковой и др. Русско-немецкое общество Landsmannschaft der Deutschen aus Russland e.V. Augsburg, Bayern Deutschland.
29. 2019 г. - c  6.08 по 20.08 - в салоне "Иркутск" г. Мюнхен, Salon Irkutsk Muenchen Isabellastr. 4,  персональная выставка графики " Neue Raeume - Новые Пространства". Чтение стихотворений автора на русском и немецком языках и стихи московских поэтов.
30. 2020 г. 12.07. участие в Международном конкурсе переводов «Pechorin.net»: Рассказ Э.Хемингуэя "Счастье преследования"  Архивная копия от 26 ноября 2020 на Wayback Machine
31. 2020 г. 18.07. интервью к 65-летию со дня рождения: поэт Сергей Крюков  Архивная копия от 26 ноября 2020 на Wayback Machine
32. 2020 г. 14.10. публикация стихотворений в сборнике издательства Оstbooks Литературного объединения немцев из России  Архивная копия от 13 апреля 2021 на Wayback Machine
33. 2021 г. 16.07 – 30.09  участие в плакатной кампании образовательного центра района Мюнхен-Аубинг с чтением стихотворений на немецком языке  Архивная копия от 9 октября 2021 на Wayback Machine Архивная копия от 10 ноября 2021 на Wayback Machine
34. 2022 г. 19.03 / 21.05 / 16.07 / 27.11. участие в проекте Living Library / Lebendige Bibliothek / Живая библиотека - в Культурном центре Аубинг / Культурном центре Гизинг-Банхоф / Библиотекe района Хазербергль, Bellevue Müller Str.2, г. Мюнхен
35. 2022 г. 4.11. вернисаж Плакатной акции Poesiepark, выставка в Культурном центре Аубинг Ubo9, г. Мюнхен, ноябрь-декабрь
36. 2023 г. 12.04 - 22.04. участие в 8-й художественной выставке МСХ - живописи, графики и скульптуры, г. Москва, ул.Кузнецкий мост, 11.
37. 2023 г. 19.10. авторский вечер Лидии Галочкиной: чтение стихотворений, презентация двух новых сборников стихотворений (на немецком и английском языках), а также художественных работ автора, организация Trägerkreis EineWeltHaus München e.V.
38. 2024 г. – с 6.02 по 26.02 - в салоне "Иркутск" г. Мюнхен, Salon Irkutsk München Isabella Str.4, персональная выставка графики " Mehr als Meer - Больше, чем Море". Чтение стихотворений автора на немецком языкe.
39. 2024 г. - c 24.05 по 6.07 - в помещениях церкви Святого Лукаса г.Мюнхен- Весткройц, St. Lukas München-Westkreuz, Aubinger Str. 63, персональная выставка графики „Leben ist Meer – Familienszenen - "Жизнь это море" - Семейные сцены. Финисаж выставки 6.07.2024 c чтением стихотворений автора на немецком языкe.
40. 2024 г. – с 22.10 по 12.11 - в салоне "Иркутск" г. Мюнхен, Salon Irkutsk München Isabella Str.4, персональная выставка графики " Bilder aus der Vergangenheit - Картинки прошлого". Живопись, графика, монотипия.

## Награды
- 2009 Диплом Союза писателей России, Московское отделение, МГО СП
- 2009 Юбилейная медаль Союза писателей, Московское отеделение, МГО СП
- 2011 Диплом Российской Академии Художеств
- 2012 Серебряная медаль Российской Академии Художеств
- 2019 Медаль Иванa Бунинa и Диплом имени Ивaна Бунинa Союза писателей России, Московское отделение, МГО СП
- 2021 Награднaя грамота и медаль За мастерство и подвижничество во благо русской литературы, Союз писателей России, 20.12.2021.

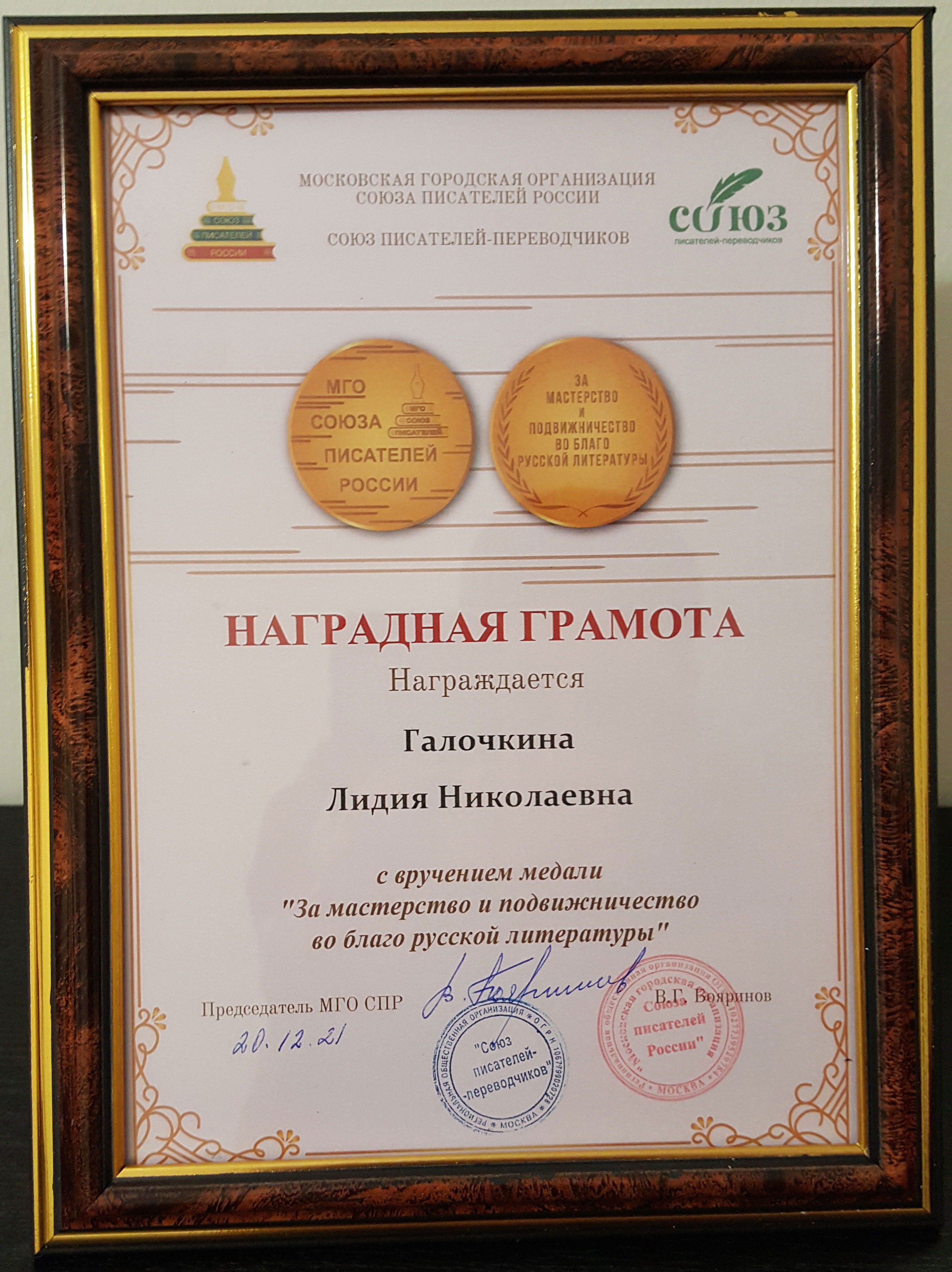
Награднaя грамота и медаль Галочкиной Л.Н. За мастерство и подвижничество во благо русской литературы, Союз писателей России, 20.12.2021

## Работы Лидии Галочкиной находятся
- Всероссийский музей декоративно-прикладного и народного искусства, г. Москва
- Государственный музей керамики и «Усадьба Кусково XVIII века», г. Москва
- Государственный Дарвиновский музей, г. Москва online Архивная копия от 13 сентября 2017 на Wayback Machine
- Государственный музейно-выставочный центр РОСИЗО, г. Москва
- Московский музей современного искусства на ул. Петровке, 25, г. Москва
- Государственный литературный музей, г. Москва
- Волгоградский музей изобразительных искусств им. И. И. Машкова
- Орловский музей изобразительных искусств
- Северо-Казахстанский областной музей изобразительных искусств, г. Петропавловск
- Киевский национальный музей русского искусства

### в коллекциях
- Президента Бориса Ельцина, г. Москва
- Университет МГИМО (У), г. Москва

### зарубежные коллекции
- Гамбургский государственный этнографический музей, Hamburg, Германия
- Галерея Lehrmann Архивная копия от 30 сентября 2017 на Wayback Machine, г. Гамбург, Харбург, Германия
- Галерея «Raum & Kunst Архивная копия от 30 декабря 2016 на Wayback Machine»(«Пространство и Искусство»), г. Гамбург, Германия.
- В частных коллекциях России, Украины, США, Германии, Великобритании, Франции, Польше, Израиле, Китае.

## Благодарности музеев
- Музея современного искусства (ММОМА) на ул.Петровке 25 - 2010 г.
- ФГБУК Государственный центральный музей современной России - 2012 г.
- Всероссийский музей декоративно-прикладного и народного искусства - 2013 г.
- Государственный музей истории российской литературы имени В.И. Дaля – 2017 г.
- Северо-Казахстанское областное музейное объединение - 2016 г.
- Государственный Дарвиновский музей - 2017 г.
- Музей этнографического искусства, Гамбург, Германия - 2007 г. (Museum am Rothenbaum. Kulturen und Künste der Welt (MARKK)